# Cleópatra VI
Cleópatra VI Trifena (en grego: Κλεοπάτρα Τρύφαινα) (ca. 75 a.C. — 57 a.C.) era uma filha de Ptolemeu XII  e provavelmente de Cleópatra V. Seu pai era filho de Ptolemeu IX Sóter II e irmão de Cleópatra Berenice.
Em 58 a.C.,[carece de fontes?] Ptolemeu XII teve de viajar para Roma para evitar uma revolta contra ele, e Cleópatra VI e a sua irmã Berenice IV tomaram o controlo do Egipto. Na época, as duas irmãs tornaram-se poderosas, devido à impopularidade de Ptolemeu XII, depois do insucesso da reconquista de Chipre aos romanos. Cleópatra VI reinou com Berenice IV por um ano, falecendo no ano seguinte, em 57 a.C., provavelmente por envenenamento por parte da irmã. Berenice IV reinou por mais dois anos, junto com parentes do seu marido.
Quando Ptolemeu XII regressou ao trono, irritado com o que Berenice IV havia feito, ordenou sua execução.